# Espanya als Jocs Paralímpics d'estiu de 2008
Espanya als Jocs Paralímpics d'estiu de 2008 va estar representada per una delegació de 231 persones, de les quals 133 eren esportistes participant en quinze esports. El 29 d'agost de 2008 va partir l'expedició espanyola des dels aeroports del Prat i de Barajas, amb trenta-nou esportistes en natació, vint-i-quatre en atletisme, tretze en ciclisme, deu en judo, nou en boccia, vuit en futbol per a cecs, sis en esgrima, sis en goalball, cinc en tennis de taula, quatre en tir amb arc, tres en tir esportiu, tres en tennis en cadira de rodes, un en halterofília, un en rem i un en vela, amb l'objectiu de superar les setanta medalles (xifra que supera des dels Jocs Paralímpics de Barcelona 1992) i mantenir-se entre els deu primers països del medaller.
A l'hissat de la bandera en la Vila Paralímpica, presidit per l'alcaldessa de la mateixa, Chen Zhili el 5 de setembre de 2008, van acudir la Infanta Elena (presidenta d'honor del Comitè Paralímpic Espanyol) i la ministra d'Educació, Política Social i Esport, en aquell moment, Mercedes Cabrera.
L'atleta cec David Casinos, campió paralímpic de llançament de pes en Sydney 2000 i Atenes 2004, va ser el banderer en la Cerimònia d'Obertura dels Jocs que es va celebrar el 6 de setembre.
La primera medalla per a l'equip espanyol va ser de bronze i la va aconseguir el ciclista amb dany cerebral César Neira en persecució en pista, mentre que la primera medalla d'or va ser per a la nedadora paraplègica María Teresa Perales en els 100 metres lliures. Ambdues medalles les van aconseguir en la primera jornada dels Jocs, el 7 de setembre.
La natació va finalitzar el 15 de setembre amb trenta-una medalles, sent l'esport que més triomfs ha aportat al medaller d'Espanya en aquests Jocs i tenint com a protagonistes a Enhamed Enhamed amb quatre ors i a Teresa Perales amb tres ors, una plata i un bronze.
Espanya va acabar els Jocs Paralímpics el 17 de setembre amb una gran actuació, en acabar en la desena posició del medaller amb cinquanta-vuit medalles (quinze d'or, vint-i-una de plata i vint-i-dues de bronze). Enhamed Enhamed va ser el banderer espanyol en la Cerimònia de Clausura dels XIII Jocs Paralímpics.

## Medallistes
| Esportista                                                                | Esport            | Competició                         | Categoria           | Data           |
| ------------------------------------------------------------------------- | ----------------- | ---------------------------------- | ------------------- | -------------- |
| Or                                                                        |                   |                                    |                     |                |
| Teresa Perales                                                            | Natació           | 100 metres lliures                 | Femení S5           | 7 de setembre  |
| Enhamed Enhamed                                                           | Natació           | 100 metres papallona               | Masculí S11         | 9 de setembre  |
| Carmen Herrera                                                            | Judo              | -70 kg                             | Femení              | 9 de setembre  |
| Richard Oribe                                                             | Natació           | 200 metres lliures                 | Masculí S4          | 9 de setembre  |
| Teresa Perales                                                            | Natació           | 200 metres lliures                 | Femení S5           | 9 de setembre  |
| Enhamed Enhamed                                                           | Natació           | 400 metres lliures                 | Masculí S11         | 11 de setembre |
| Javier Ochoa                                                              | Ciclisme en ruta  | Contrarellotge individual          | Masculí CP 3        | 12 de setembre |
| César Neira                                                               | Ciclisme en ruta  | Contrarellotge individual          | Masculí CP 4        | 12 de setembre |
| Christian Venge i David Llaurado                                          | Ciclisme en ruta  | Contrarellotge en tàndem           | Masculí B&VI 1-3    | 12 de setembre |
| Ricardo Ten                                                               | Natació           | 100 metres braça                   | Masculí SB4         | 12 de setembre |
| Jesús Collado                                                             | Natació           | 400 metres lliures                 | Masculí S9          | 12 de setembre |
| Enhamed Enhamed                                                           | Natació           | 100 metres lliures                 | Masculí S11         | 12 de setembre |
| Enhamed Enhamed                                                           | Natació           | 50 metres lliures                  | Masculí S11         | 14 de setembre |
| Teresa Perales                                                            | Natació           | 50 metres lliures                  | Femení S5           | 15 de setembre |
| David Casinos                                                             | Atletisme         | Llançament de pes                  | Masculí F11/12      | 16 de setembre |
| Argent                                                                    |                   |                                    |                     |                |
| Richard Oribe                                                             | Natació           | 100 metres lliures                 | Masculí S4          | 7 de setembre  |
| Christian Venge i David Llaurado                                          | Ciclisme en pista | Persecució en tàndem 4.000 metres  | Masculí B&VI 1-3    | 7 de setembre  |
| Roberto Alcaide                                                           | Ciclisme en pista | Persecució individual              | Masculí LC 2        | 8 de setembre  |
| David Julián Levecq                                                       | Natació           | 100 metres papallona               | Masculí S10         | 8 de setembre  |
| Teresa Perales                                                            | Natació           | 50 metres esquena                  | Femení S5           | 8 de setembre  |
| Marta Arce                                                                | Judo              | -63 kg                             | Femení              | 8 de setembre  |
| Sandra Gómez                                                              | Natació           | 100 metres braça                   | Femení SB12         | 8 de setembre  |
| Sebastián 'Chano' Rodríguez                                               | Natació           | 200 metres lliures                 | Masculí S5          | 9 de setembre  |
| Ana García-Arcicollar                                                     | Natació           | 100 metres papallona               | Femení S12          | 9 de setembre  |
| Abderraman Ait Khamouch                                                   | Atletisme         | 1.500 metres                       | Masculí T46         | 10 de setembre |
| Sarai Gascón                                                              | Natació           | 100 metres braça                   | Femení SB9          | 10 de setembre |
| Vicente Gil                                                               | Natació           | 50 metres braça                    | Masculí SB3         | 11 de setembre |
| Enrique Floriano                                                          | Natació           | 400 metres lliures                 | Masculí S12         | 11 de setembre |
| Richard Oribe, Daniel Vidal, Jordi Gordillo i Sebastián 'Chano' Rodríguez | Natació           | Relleus 4x50 metres lliures        | Masculí             | 11 de setembre |
| José Vicente Arzo                                                         | Ciclisme en ruta  | Contrarellotge individual          | Masculí HC C        | 12 de setembre |
| Santiago Pesquera, Chema Rodríguez i Yolanda Martín                       | Boccia            | Parelles                           | Mixt BC3            | 12 de setembre |
| Juan José Méndez                                                          | Ciclisme en ruta  | Contrarellotge individual          | Masculí LC 4        | 12 de setembre |
| Javier Ochoa                                                              | Ciclisme en ruta  | Carrera en ruta individual         | Masculí LC 3-4/CP 3 | 13 de setembre |
| Vicente Javier 'Xavi' Torres                                              | Natació           | 150 metres estils                  | Masculí SM4         | 14 de setembre |
| Richard Oribe                                                             | Natació           | 50 metres lliures                  | Masculí S4          | 15 de setembre |
| Jorge Cardona i José Manuel Ruiz                                          | Tennis de taula   | Equips                             | Masculí Classe 9/10 | 16 de setembre |
| Bronze                                                                    |                   |                                    |                     |                |
| César Neira                                                               | Ciclisme en pista | Persecució individual 3.000 metres | Masculí CP 4        | 7 de setembre  |
| María Mónica Merenciano                                                   | Judo              | -57 kg                             | Femení              | 8 de setembre  |
| Eva Ngui                                                                  | Atletisme         | 100 metres                         | Femení T12          | 9 de setembre  |
| Manuel Ángel Martín                                                       | Boccia            | Individual                         | Mixt BC2            | 9 de setembre  |
| Alejandro Sánchez                                                         | Natació           | 100 metres braça                   | Masculí SB8         | 9 de setembre  |
| Juan José Méndez                                                          | Ciclisme en pista | Persecució individual 3.000 metres | Masculí LC 4        | 9 de setembre  |
| Álvaro Valera                                                             | Tennis de taula   | Individual                         | Masculí Classe 7    | 11 de setembre |
| Tomás Pinyes                                                              | Tennis de taula   | Individual                         | Masculí Classe 3    | 11 de setembre |
| Miguel Luque                                                              | Natació           | 50 metres braça                    | Masculí SB3         | 11 de setembre |
| Pablo Cimadevila                                                          | Natació           | 200 metres estils                  | Masculí SM5         | 11 de setembre |
| Manuel Ángel Martín, Pedro Be, Francisco Javier Beltrán i José Vaquerizo  | Boccia            | Equips                             | Mixt BC1-2          | 12 de setembre |
| Roberto Alcaide                                                           | Ciclisme en ruta  | Contrarellotge individual          | Masculí LC 2        | 12 de setembre |
| Teresa Perales                                                            | Natació           | 100 metres braça                   | Femení SB4          | 12 de setembre |
| Javier 'Xavi' Porras                                                      | Atletisme         | Triple salt                        | Masculí F11         | 12 de setembre |
| Esther Morales                                                            | Natació           | 100 metres esquena                 | Femení S10          | 13 de setembre |
| Ignacio Àvila                                                             | Atletisme         | 1.500 metres                       | Masculí T13         | 13 de setembre |
| Déborah Font                                                              | Natació           | 50 metres lliures                  | Femení S12          | 14 de setembre |
| Sara Carracelas                                                           | Natació           | 50 metres esquena                  | Femení S2           | 15 de setembre |
| Abderraman Ait Khamouch                                                   | Atletisme         | 800 metres                         | Masculí T46         | 15 de setembre |
| Sebastián 'Chano' Rodríguez                                               | Natació           | 50 metres lliures                  | Masculí S5          | 15 de setembre |
| Pablo Cimadevila, Vicente Gil, Daniel Vidal i Sebastián 'Chano' Rodríguez | Natació           | Relleus 4x50 metres estils         | Masculí             | 15 de setembre |
| Eva Ngui                                                                  | Atletisme         | 200 metres                         | Femení T12          | 16 de setembre |

## Participants per esport
| Esport                     | Homes | Dones | Total |
| -------------------------- | ----- | ----- | ----- |
| Atletisme                  | 18    | 6     | 24    |
| Boccia                     | 7     | 2     | 9     |
| Ciclisme                   | 11    | 2     | 13    |
| Esgrima en cadira de rodes | 5     | 1     | 6     |
| Futbol 5                   | 8     | 0     | 8     |
| Goalball                   | 6     | 0     | 6     |
| Halterofília               | 0     | 1     | 1     |
| Judo                       | 4     | 6     | 10    |
| Natació                    | 26    | 13    | 39    |
| Remo                       | 1     | 0     | 1     |
| Tennis en cadira de rodes  | 2     | 1     | 3     |
| Tennis de taula            | 5     | 0     | 5     |
| Tir                        | 3     | 0     | 3     |
| Tir amb arc                | 4     | 0     | 4     |
| Vés-la                     | 1     | 0     | 1     |
| Total                      | 102   | 31    | 133   |

### Atletisme
Carreres masculí
| Competició       | Esportista               | Fase prèvia | Fase prèvia | Semifinal     | Semifinal     | Final            | Final            |
| Competició       | Esportista               | Resultat    | Lloc        | Resultat      | Posició       | Resultat         | Posició          |
| ---------------- | ------------------------ | ----------- | ----------- | ------------- | ------------- | ---------------- | ---------------- |
| 100 metres T11   | Javier Porras            | 12.00       | 3º          | No va avançar | No va avançar | No va avançar    | No va avançar    |
| 100 metres T12   | Maximiliano Rodríguez    | 11.50       | 2º          | No va avançar | No va avançar | No va avançar    | No va avançar    |
| 200 metres T12   | Maximiliano Rodríguez    | 23.52       | 3º          | No va avançar | No va avançar | No va avançar    | No va avançar    |
| 800 metres T12   | Miguel Ángel Rierol      | 1:58.07     | 2º          | No va avançar | No va avançar | No va avançar    | No va avançar    |
| 800 metres T12   | Abel Avila               | 1:56.60     | 2º q.॥॥     | No disputat   | No disputat   | 1:55.17          | 4º               |
| 800 metres T12   | Ignacio Àvila            | 1:56.95     | 2º          | No va avançar | No va avançar | No va avançar    | No va avançar    |
| 800 metres T36   | José Manuel González     | No disputat | No disputat | No disputat   | No disputat   | 2:15.26          | 4º               |
| 800 metres T36   | José María Pampano       | No disputat | No disputat | No disputat   | No disputat   | 2:18.01          | 6º               |
| 800 metres T46   | Abderrahman Ait Khamouch | 2:00.67     | 1º Q.॥॥     | No disputat   | No disputat   | 1:53.68          |                  |
| 800 metres T52   | Santiago José Sanz       | 1:58.98     | 3º q.॥॥     | No disputat   | No disputat   | 2:00.89          | 5è               |
| 800 metres T53   | Roger Puigbó             | 1:41.40     | 2º q.॥॥     | No disputat   | No disputat   | 1:37.50          | 5è               |
| 1500 metres T13  | Miguel Ángel Rierol      | 4:16.19     | 3º          | No va avançar | No va avançar | No va avançar    | No va avançar    |
| 1500 metres T13  | Abel Avila               | 4:01:49     | 2º Q.॥॥     | No disputat   | No disputat   | 4:10.22          | 8º               |
| 1500 metres T13  | Ignacio Àvila            | 4:01.90     | 2º Q.॥॥     | No disputat   | No disputat   | 4:07.00          |                  |
| 1500 metres T46  | Abderrahman Ait Khamouch | 4:08.67     | 2º Q.॥॥     | No disputat   | No disputat   | 3:53.46          |                  |
| 1500 metres T54  | Rafael Botello           | 3:09.66     | 6º q.॥॥     | 3:11.30       | 8º            | No va avançar    | No va avançar    |
| 1500 metres T54  | Jorge Fusta              | 3:18.22     | 5è          | No va avançar | No va avançar | No va avançar    | No va avançar    |
| 5000 metres T12  | Gustavo Nieves           | 15:28.21    | 3º q.॥॥     | No disputat   | No disputat   | No va finalitzar | No va finalitzar |
| 5000 metres T54  | Rafael Botello           | 10:54.43    | 7º          | No va avançar | No va avançar | No va avançar    | No va avançar    |
| 5000 metres T54  | Jorge Fusta              | 10:23.80    | 6º          | No va avançar | No va avançar | No va avançar    | No va avançar    |
| 5000 metres T54  | Roger Puigbó             | 10:15.34    | 5è q.॥॥     | No disputat   | No disputat   | 10:25.78         | 9º               |
| 10000 metres T12 | Manuel Garnica           | No disputat | No disputat | No disputat   | No disputat   | No va finalitzar | No va finalitzar |
| Marató T12       | Manuel Garnica           | No disputat | No disputat | No disputat   | No disputat   | 2:36:02          | 6º               |
| Marató T46       | José Antonio Castella    | No disputat | No disputat | No disputat   | No disputat   | 2:45:47          | 10º              |
| Marató T46       | José Javier Conde        | No disputat | No disputat | No disputat   | No disputat   | 2:45:48          | 11º              |
| Marató T52       | Santiago José Sanz       | No disputat | No disputat | No disputat   | No disputat   | 1:42:05          | 4º               |
| Marató T54       | Rafael Botello           | No disputat | No disputat | No disputat   | No disputat   | 1:23:53          | 11º              |
| Marató T54       | Jorge Fusta              | No disputat | No disputat | No disputat   | No disputat   | 1:23:26          | 8º               |
| Marató T54       | Roger Puigbó             | No disputat | No disputat | No disputat   | No disputat   | 1:23:27          | 9º               |

Salts i llançaments masculí
| Competició                | Esportista    | Final                | Final   |
| Competició                | Esportista    | Resultat             | Posició |
| ------------------------- | ------------- | -------------------- | ------- |
| Salt de longitud F11      | Javier Porras | 5.96 m               | 4º      |
| Salt de longitud F46      | David Bravo   | 6.05 m - 869 ptos.   | 8ª      |
| Triple salto F11          | Javier Porras | 12.71 m              |         |
| Llançament de disc F11/12 | David Casinos | 38.85 m - 949 ptos.  | 5è      |
| Llançament de pes F11/12  | David Casinos | 14.50 m - 1050 ptos. |         |

Carreras femení
| Competició        | Esportista     | Fase prèvia | Fase prèvia | Semifinal     | Semifinal     | Final         | Final         |
| Competició        | Esportista     | Resultat    | Posició     | Resultat      | Posició       | Resultat      | Posició       |
| ----------------- | -------------- | ----------- | ----------- | ------------- | ------------- | ------------- | ------------- |
| 100 metres T12    | Rosalía Lázaro | 13.40       | 3ª q.॥॥     | 13.28         | 4ª            | No va avançar | No va avançar |
| 100 metres T12    | Sara Martínez  | 13.80       | 3ª          | No va avançar | No va avançar | No va avançar | No va avançar |
| 100 metres T12    | Eva Ngui       | 12.56       | 2ª q.॥॥     | 12.55         | 2ª q.॥॥       | 12.58         |               |
| 200 metres T12    | Eva Ngui       | 25.69       | 1ª Q.॥॥     | 25.87         | 3ª q.॥॥       | 25.70         |               |
| 800 metres T12/13 | Elena Congost  | 2:22.74     | 3ª          | No va avançar | No va avançar | No va avançar | No va avançar |
| 1500 metres T13   | Elena Congost  | No disputat | No disputat | No disputat   | No disputat   | 4:54.50       | 6ª            |

Salts i llançaments femení
| Competició                | Esportista       | Final               | Final   |
| Competició                | Esportista       | Resultat            | Posició |
| ------------------------- | ---------------- | ------------------- | ------- |
| Salt de longitud F12      | Rosalía Lázaro   | 5.52 m - 999 ptos.  | 7ª      |
| Salt de longitud F12      | Sara Martínez    | 5.00 m - 905 ptos.  | 11ª     |
| Llançament de disc F12/13 | Jessica Castellà | 32.72 m - 769 ptos. | 7ª      |
| Llançament de disc F12/13 | María Martínez   | 32.14 m - 755 ptos. | 8ª      |
| Llançament de pes F12/13  | Jessica Castellà | 10.89 m - 873 ptos. | 5ª      |

### Boccia
Individual mixt BC1
| Esportista               | Fase prèvia       | Fase prèvia             | Fase prèvia          | Fase prèvia                   | Quarts de final          | Semifinals     | Final          | Final         |
| Esportista               | Rival Resultat    | Rival Resultat          | Rival Resultat       | Rival Resultat                | Rival Resultat           | Rival Resultat | Rival Resultat | Posició       |
| ------------------------ | ----------------- | ----------------------- | -------------------- | ----------------------------- | ------------------------ | -------------- | -------------- | ------------- |
| Francisco Javier Beltrán | Yi Wang (CHN)6-0  | Gabriela Vilà (ARG)14-0 | Tj Hawker (USA)9-1   | Hanif Mawji (CA)5-4           | Antonio Marquis (PER)3-4 | No va avançar  | No va avançar  | No va avançar |
| José Vaquerizo           | Qi Zhang (CHN)4-3 | Mei Yee Leung (HKG)5-0  | Leena Sarela (FI)3-2 | Joao Paulo Fernandes (PER)2-4 | Gabriel Shelly (IRL)2-8  | No va avançar  | No va avançar  | No va avançar |

Individual mixt BC2
| Esportista          | Fase prèvia                 | Fase prèvia              | Fase prèvia                | Quarts de final       | Semifinals                   | 3º i 4t lloc          | 3º i 4t lloc  |
| Esportista          | Rival Resultat              | RivalResultat            | Rival Resultat             | Rival Resultat        | Rival Resultat               | Rival Resultat        | Posició       |
| ------------------- | --------------------------- | ------------------------ | -------------------------- | --------------------- | ---------------------------- | --------------------- | ------------- |
| Manuel Ángel Martín | Cristina Gonçalves (PER)4-2 | Wing Hong Wong (HKG)8-1  | John Norsterud (NOR)10-0   | Keizo Uchida (JPN)3-1 | Hoi Ying Karen Kwok (HKG)3-4 | Pablo Cortez (ARG)3-2 |               |
| Pedro Be            | Zhiqiang Yan (CHN)6-0       | Vesa Koivuniemi (FI)15-0 | Tamy Llegiu McLeod (CA)9-0 | Nigel Murray (GBR)4-7 | No va avançar                | No va avançar         | No va avançar |

Parelles mixtes BC3
| Esportista                                     | Fase prèvia    | Fase prèvia    | Fase prèvia            | Semifinals        | Final                  | Final   |
| Esportista                                     | Rival Resultat | Rival Resultat | Rival Resultat         | Rival Resultat    | Rival Resultat         | Posició |
| ---------------------------------------------- | -------------- | -------------- | ---------------------- | ----------------- | ---------------------- | ------- |
| Santiago PesqueraChema RodríguezYolanda Martín | Canadà (CA)9-1 | Xina (CHN)1-5  | Corea del Sud (KOR)3-9 | Portugal (PER)6-4 | Corea del Sud (KOR)1-8 |         |

| Esportista                      | Fase prèvia                               | Fase prèvia                        | Fase prèvia                         | Semifinals                              | 3º i 4t lloc                             | 3º i 4t lloc |
| Esportista                      | Rival Resultat                            | Rival Resultat                     | Rival Resultat                      | Rival Resultat                          | Rival Resultat                           | Posició      |
| ------------------------------- | ----------------------------------------- | ---------------------------------- | ----------------------------------- | --------------------------------------- | ---------------------------------------- | ------------ |
| Jose María DuesoAmparo Baixauli | Martin StreharskyRobert Durkovic (SVK)6-1 | Dirceu PintoEliseu Santos (BRA)5-0 | Dezso BeresJozsef Gyurkota (HUN)6-4 | Bruno ValentimFernando Pereira (PER)3-4 | Ladislav KratinaRadek Prochazka (CZE)3-7 | 4º           |

Equips mixts BC1-2
| Esportista                                                             | Fase prèvia        | Fase prèvia       | Quarts de final    | Semifinals        | 3º i 4t lloc   | 3º i 4t lloc |
| Esportista                                                             | Rival Resultat     | Rival Resultat    | Rival Resultat     | Rival Resultat    | Rival Resultat | Posició      |
| ---------------------------------------------------------------------- | ------------------ | ----------------- | ------------------ | ----------------- | -------------- | ------------ |
| Manuel Ángel MartínPedro CorderoFrancisco Javier BeltránJosé Vaquerizo | Finlàndia (FI)16-1 | Irlanda (IRL)12-1 | Hong Kong (HKG)8-4 | Portugal (PER)2-8 | Xina (CHN)5-4  |              |

### Ciclisme

#### Ciclisme en carretera
Masculí
| Competició                         | Esportista                              | Final      | Final   |
| Competició                         | Esportista                              | Resultat   | Posició |
| ---------------------------------- | --------------------------------------- | ---------- | ------- |
| Contrarellotge individual LC2      | Roberto Alcaide                         | 34:18.86   |         |
| Contrarellotge individual LC3      | Antonio García                          | 38:48.66   | 4º      |
| Contrarellotge individual LC4      | Juan José Méndez                        | 39:54.68   |         |
| Contrarellotge individual CP1-2    | Aitor Oroza                             | 24:32.41   | 7º      |
| Contrarellotge individual CP3      | Maurice Far Eckhard                     | 38:47.82   | 4º      |
| Contrarellotge individual CP3      | Javier Ochoa                            | 37:26.47   |         |
| Contrarellotge individual CP4      | César Neira                             | 35:53.98   |         |
| Contrarellotge individual HC C     | José Vicente Arzó                       | 20:36.91   |         |
| Contrarellotge en tàndem B VI 1-3  | Francisco GonzálezJuan Francisco Suárez | 33:09.09   | 6º      |
| Contrarellotge en tàndem B VI 1-3  | David LlauradoChristian Venge           | 32:01.12   |         |
| Carrera en ruta LC1-2/CP4          | Roberto Alcaide                         | 1:46:15.56 | 8º      |
| Carrera en ruta LC1-2/CP4          | Amador Granat                           | 2:03:02.52 | 31º     |
| Carrera en ruta LC1-2/CP4          | César Neira                             | 1:46:16.42 | 10º     |
| Carrera en ruta LC3-4/CP3          | Maurice Far Eckhard                     | 1:38:03.69 | 8º      |
| Carrera en ruta LC3-4/CP3          | Antonio García                          | 1:38:01.80 | 5è      |
| Carrera en ruta LC3-4/CP3          | Juan José Méndez                        | 1:41:03.49 | 18º     |
| Carrera en ruta LC3-4/CP3          | Javier Ochoa                            | 1:37:02.48 |         |
| Carrera en ruta CP1-2              | Aitor Oroza                             | 1:03:27.56 | 11º     |
| Carrera en ruta HC C               | José Vicente Arzo                       | 1:26.11    | 4º      |
| Carrera en ruta en tàndem B VI 1-3 | Francisco GonzálezJuan Francisco Suárez | 2:18.06    | 9º      |
| Carrera en ruta en tàndem B VI 1-3 | David LlauradoChristian Venge           | 2:18.06    | 8º      |

Femení
| Competició                          | Esportista             | Final    | Final   |
| Competició                          | Esportista             | Resultat | Posició |
| ----------------------------------- | ---------------------- | -------- | ------- |
| Contrarellotge individual LC3-4/CP3 | Raquel Acinas          | 47:30.48 | 6ª      |
| Contrarellotge en tàndem B VI 1-3   | Marina GironaAna López | 39:11.65 | 5ª      |
| Carrera en ruta en tàndem B VI 1-3  | Marina GironaAna López | 2:01:24  | 7ª      |

#### Ciclisme en pista
Masculí
| Competició                           | Esportista                              | Final    | Final   |
| Competició                           | Esportista                              | Resultat | Posició |
| ------------------------------------ | --------------------------------------- | -------- | ------- |
| Tandem Contrarellotge pista B VI 1-3 | Francisco GonzálezJuan Francisco Suárez | 1:08.260 | 9º      |
| Contrarellotge pista categoria LC2   | Roberto Alcaide                         | 1:16.062 | 8º      |
| Contrarellotge pista categoria LC2   | Amador Granat                           | 1:12.760 | 5è      |
| Contrarellotge pista categoria LC3-4 | Antonio García                          | 1:21:954 | 10º     |
| Contrarellotge pista categoria LC3-4 | Juan José Méndez                        | 1:28:392 | 15è     |
| Contrarellotge pista categoria CP3   | Maurice Far Eckhard                     | 1:27.449 | 8º      |
| Contrarellotge pista categoria CP3   | Javier Ochoa                            | 1:18.523 | 4º      |
| Contrarellotge pista categoria CP4   | César Neira                             | 1:15.390 | 4º      |

| Competició                                  | Esportista                                | Classificatòries | Classificatòries | Final         | Final         |
| Competició                                  | Esportista                                | Resultat         | Posició          | Resultat      | Posició       |
| ------------------------------------------- | ----------------------------------------- | ---------------- | ---------------- | ------------- | ------------- |
| Tandem Persecució individual pista B VI 1-3 | Francisco GonzálezJuan Francisco Suarez   | 4:38.548         | 8º               | No va avançar | No va avançar |
| Tandem Persecució individual pista B VI 1-3 | David LlauradoChristian Venge             | 4:25.335         | 2º               | OVL           |               |
| Persecució individual pista LC2             | Amador Granat                             | 5:49.52          | 9º               | No va avançar | No va avançar |
| Persecució individual pista LC2             | Roberto Alcaide                           | 4:51.482         | 2º               | 4:50.318      |               |
| Persecució individual pista LC3             | Antonio García                            | 4:00.698         | 6º               | No va avançar | No va avançar |
| Persecució individual pista LC4             | Juan Jose Mendez                          | 4:16.686         | 3º               | 4:14.984      |               |
| Persecució individual pista CP3             | Maurice Far Eckhard                       | 4:09.119         | 4º               | 4:08.430      | 4º            |
| Persecució individual pista CP3             | Javier Ochoa                              | Desqualificat    | Desqualificat    | Desqualificat | Desqualificat |
| Persecució individual pista CP4             | Cessar Neira                              | 3:45.322         | 4º               | 3:45:753      |               |
| Velocitat pista equips LC1-4 CP3/4          | Roberto AlcaideAmador GranadoJavier Ochoa | 58.584           | 7º               | No va avançar | No va avançar |

Femení
| Competició                           | Esportista             | Final    | Final   |
| Competició                           | Esportista             | Resultat | Posició |
| ------------------------------------ | ---------------------- | -------- | ------- |
| Tandem Contrarellotge pista B VI 1-3 | Marina GironaAna López | 1:19.712 | 8ª      |
| Contrarellotge pista LC3-4/CP3       | Raquel Acinas          | 48.701   | 9ª      |

| Competició                                  | Esportista             | Classificatòries | Classificatòries | Final          | Final          |
| Competició                                  | Esportista             | Resultat         | Posició          | Resultat       | Posició        |
| ------------------------------------------- | ---------------------- | ---------------- | ---------------- | -------------- | -------------- |
| Tandem Persecució individual pista B VI 1-3 | Marina GironaAna López | 3:59.328         | 8ª               | No va avançar  | No va avançar  |
| Persecució individual pista LC3-4/CP3       | Raquel Acinas          | 4:51.156         | 10ª              | No van avançar | No van avançar |

### Esgrima en cadira de rodes
Classe A masculí
| Competició        | Esportista       | Fase prèvia       | Fase prèvia         | Fase prèvia            | Fase prèvia            | Fase prèvia          | Fase prèvia        | Vuitens de final | Quarts de final | Semifinal      | Final          | Final   |
| Competició        | Esportista       | Rival Resultat    | Rival Resultat      | Rival Resultat         | Rival Resultat         | Rival Resultat       | Rival Resultat     | Rival Resultat   | Rival Resultat  | Rival Resultat | Rival Resultat | Posició |
| ----------------- | ---------------- | ----------------- | ------------------- | ---------------------- | ---------------------- | -------------------- | ------------------ | ---------------- | --------------- | -------------- | -------------- | ------- |
| Espasa individual | Fernando Granell | Zhang (CHN)5-4    | Bazhukov (UKR)2-5   | Citerne (FRA)2-5       | Penjar (POL)1-5        | Andree (GER)5-2      | No disputat        | Zhang (CHN)7-15  | No va avançar   | No va avançar  | No va avançar  | 9º-16º  |
| Espasa individual | Luis Sánchez     | Maillard (FRA)3-5 | Davydenko (UKR)2-5  | Alhaddad (KUW)0-5      | Markantonatos (GRE)3-5 | Saengsawang (THA)0-5 | Serafini (ITA)1-5  | No va avançar    | No va avançar   | No va avançar  | No va avançar  |         |
| Floret individual | Fernando Granell | Zhang (CHN)0-5    | Betti (ITA)0-5      | Alqallaf (KUW)0-5      | Horvath (HUN)4-5       | Saengsawang (THA)5-4 | Andree (GER)5-3    | Betti (ITA)5-15  | No va avançar   | No va avançar  | No va avançar  | 9º-16º  |
| Sabre individual  | Luis Miguel Rodó | Tian (CHN)1-5     | Chan (HKG)2-5       | Markantonatos (GRE)0-5 | Davydenko (UKR)1-5     | Serafini (ITA)2-5    | No disputat        | No va avançar    | No va avançar   | No va avançar  | No va avançar  |         |
| Sabre individual  | Luis Sánchez     | More (FRA)3-5     | Pellegrini (ITA)0-5 | Makowski (POL)3-5      | Calhoun (USA)3-5       | Frolov (RUS)3-5      | Altabbakh (KUW)5-2 | No va avançar    | No va avançar   | No va avançar  | No va avançar  |         |

Classe B masculí
| Competició        | Esportista   | Fase prèvia       | Fase prèvia         | Fase prèvia      | Fase prèvia       | Fase prèvia       | Vuitens de final  | Quarts de final | Semifinal      | Final          | Final   |
| Competició        | Esportista   | Rival Resultat    | Rival Resultat      | Rival Resultat   | Rival Resultat    | Rival Resultat    | Rival Resultat    | Rival Resultat  | Rival Resultat | Rival Resultat | Posició |
| ----------------- | ------------ | ----------------- | ------------------- | ---------------- | ----------------- | ----------------- | ----------------- | --------------- | -------------- | -------------- | ------- |
| Espasa individual | Carlos Soler | Cratere (FRA)2-5  | Mainville (CA)2-5   | Rodgers (USA)3-5 | Hu (CHN)0-5       | Hisakawa (JPN)5-1 | No va avançar     | No va avançar   | No va avançar  | No va avançar  |         |
| Sabre individual  | Carlos Soler | Mari (ITA)3-5     | Hui (HKG)5-2        | Yusupov (RUS)0-5 | Pluta (POL)2-5    | Moreno (USA)5-2   | Bogdos (GRE)15-14 | Hui (HKG)10-15  | No va avançar  | No va avançar  | 5è-8º   |
| Sabre individual  | Juan Arnau   | Francois (FRA)3-5 | Shenkevych (UKR)4-5 | Fawcett (GBR)0-5 | Szekeres (HUN)5-3 | Mainville (CA)5-3 | Mari (ITA)7-15    | No va avançar   | No va avançar  | No va avançar  | 9º-16º  |

Classe B femení
| Competició        | Esportista               | Fase prèvia    | Fase prèvia    | Fase prèvia         | Fase prèvia     | Fase prèvia         | Vuitens de final | Quarts de final | Semifinal      | Final          | Final   |
| Competició        | Esportista               | Rival Resultat | Rival Resultat | Rival Resultat      | Rival Resultat  | Rival Resultat      | Rival Resultat   | Rival Resultat  | Rival Resultat | Rival Resultat | Posició |
| ----------------- | ------------------------ | -------------- | -------------- | ------------------- | --------------- | ------------------- | ---------------- | --------------- | -------------- | -------------- | ------- |
| Espasa individual | Gema Victoria Hassen-Bey | Jana (THA)1-5  | Chan (HKG)0-5  | Ye (CHN)3-5         | Dani (HUN)1-5   | Lukianenko (UKR)1-5 | No va avançar    | No va avançar   | No va avançar  | No va avançar  |         |
| Floret individual | Gema Victoria Hassen-Bey | Yao (CHN)1-5   | Dani (HUN)2-5  | Lukianenko (UKR)2-5 | Magnat (FRA)5-4 | Vettraino (ITA)4-5  | No va avançar    | No va avançar   | No va avançar  | No va avançar  |         |

### Futbol 5
| Esportista | Fase prèvia        | Fase prèvia     | Fase prèvia         | Fase prèvia    | Fase prèvia            | 3º i 4t lloc                        | Posició |
| Esportista | Rival Resultat     | Rival Resultat  | Rival Resultat      | Rival Resultat | Rival Resultat         | Rival Resultat                      | Posició |
| --- | ------------------ | --------------- | ------------------- | -------------- | ---------------------- | ----------------------------------- | ------- |
| Antonio Jesús MartínVicente AguilarMarcelo RosadoJose Manuel GómezAlfredo CuadradoJosé LópezAdolfo Samuel AcostaCarmelo GarridoPedro Antonio GarcíaAlvaro González | Argentina (ARG)0-2 | Brasil (BRA)0-1 | Regne Unit (GBR)3-1 | Xina (CHN)0-1  | Corea del Sud (KOR)2-2 | Argentina (ARG)1-1Torn de penals0-1 | 4º      |

### Goalball
| Esportista                                                                                | Fase prèvia        | Fase prèvia       | Fase prèvia        | Fase prèvia         | Fase prèvia       | 11º i 12º lloc  | Posició |
| Esportista                                                                                | Rival Resultat     | Rival Resultat    | Rival Resultat     | Rival Resultat      | Rival Resultat    | Rival Resultat  | Posició |
| ----------------------------------------------------------------------------------------- | ------------------ | ----------------- | ------------------ | ------------------- | ----------------- | --------------- | ------- |
| Jesus Natzaret SantanaJose PerezVicente GalianaRaul GarciaJose Fernando GarciaTomas Rubio | Dinamarca (DEN)2-2 | Bèlgica (BEL)6-12 | Lituània (LTU)0-10 | Eslovènia (SLO)9-11 | Finlàndia (FI)3-7 | Brasil (BRA)3-7 | 12º     |

### Halterofília
| Competició      | Esportista   | Final    | Final   |
| Competició      | Esportista   | Resultat | Posició |
| --------------- | ------------ | -------- | ------- |
| Femenina -48 kg | Loida Zabala | 80 kg    | 7º      |

### Judo
Masculí
| DeportistaCategoría          | Vuitens de final                          | Quarts de final              | Semifinals     | Repesca de quarts de final     | Repesca de semifinals               | Final          | Final         |
| DeportistaCategoría          | Rival Resultat                            | Rival Resultat               | Rival Resultat | Rival Resultat                 | Rival Resultat                      | Rival Resultat | Posició       |
| ---------------------------- | ----------------------------------------- | ---------------------------- | -------------- | ------------------------------ | ----------------------------------- | -------------- | ------------- |
| David GarcíaHasta 48 kg      | Resa Golmohammadi Andarian (IRI)0000-1000 | No va avançar                | No va avançar  | Sergii Karpeniuk (UKR)KG       | No va avançar                       | No va avançar  | No va avançar |
| Salvador GonzálezHasta 81 kg | Natig Novruzzade (AZE)0000-1000           | No va avançar                | No va avançar  | No va avançar                  | No va avançar                       | No va avançar  | No va avançar |
| Abel VázquezHasta 90 kg      | Oleg Kretsul (RUS)0000-1100               | No va avançar                | No va avançar  | Anthony Clarke (AUS)0121-0000S | Anatoliy Shevchenko (UKR)0000S-0001 | No va avançar  | No va avançar |
| Rafael MorenoMás de 100 kg   | No disputat                               | Jung Min Park (KOR)0000-1100 | No va avançar  | No va avançar                  | Julien Taurines (FRA)0000-1100      | No va avançar  | No va avançar |

Femení
| Deportista Categoria               | Vuitens de final                | Quarts de final                      | Semifinals                        | Repesca de quarts de final    | Repesca de semifinals            | Final                            | Final         |
| Deportista Categoria               | Rival Resultat                  | RivalResultat                        | Rival Resultat                    | Rival Resultat                | Rival Resultat                   | Rival Resultat                   | Posició       |
| ---------------------------------- | ------------------------------- | ------------------------------------ | --------------------------------- | ----------------------------- | -------------------------------- | -------------------------------- | ------------- |
| Laura GarcíaHasta 66 kg            | No disputat                     | Huaping Guo (CHN)0000-0200           | No va avançar                     | No va avançar                 | Carmen Brussig (GER)0000-1000    | No va avançar                    | No va avançar |
| Sheila HernandezHasta 52 kg        | Alesya Stepanyuk (RUS)0000-1000 | No va avançar                        | No va avançar                     | Thi Nhoi Trieu (VIE)0200-0000 | Michelle Ferreira (BRA)0000-1000 | No va avançar                    | No va avançar |
| Maria Monica MerencianoHasta 57 kg | Daniele Silva (BRA)0101S-0042   | Lijing Wang (CHN)0000-1000           | No va avançar                     | No va avançar                 | No va avançar                    | Maria Keramida (GRE)0010S-0002   |               |
| Marta ArceHasta 63 kg              | Teixeira (BRA)1001-1001         | Angelique Quessandier (FRA)0200-0000 | Madina Kazakova (RUS)0011S-0002   | No va necessitar repesca      | No va necessitar repesca         | Naomi Soazo (VINE)0000-0100      |               |
| Carmen HerreraHasta 70 kg          | No disputat                     | Jordan Mouton (USA)1000-0000         | Sanneke Vermeulen (NED)0011S-0001 | No va necessitar repesca      | No va necessitar repesca         | Lenia Ruvalcaba (MEX)1021-0000S  |               |
| Sara de PiniesMás de 70 kg         | No disputat                     | Deanne Silva (BRA)0010-1000          | No va avançar                     | No va avançar                 | Celine Manzuoli (FRA)1030-0000   | Zoubida Bouazoug (ALG)0001-0201S | 5è            |

### Natació
Masculí
| Competició                           | Esportista                                                                                             | Fase prèvia  | Fase prèvia  | Final         | Final         |
| Competició                           | Esportista                                                                                             | Resultat     | Posició      | Resultat      | Posició       |
| ------------------------------------ | --- | ------------ | ------------ | ------------- | ------------- |
| 50 m estilo libre S3                 | Miguel Angel Martinez                                                                                  | 00:57.32     | 6º           | 00:57.11      | 6º            |
| 50 m estilo libre S4                 | Ricardo Oribe                                                                                          | 00:39.30     | 2º           | 00:38.69      | Plata         |
| 50 m estilo libre S5                 | Jordi Gordillo                                                                                         | 0:36.70      | 8º           | 0:36.88       | 8º            |
| 50 m estilo libre S5                 | Sebastián Rodríguez Veloso                                                                             | 0:35.46      | 6º           | 0:33.78       | Bronce        |
| 50 m estilo libre S6                 | Daniel Vidal                                                                                           | 0:32.06      | 5è           | 31.27         | 4º            |
| 50 m estilo libre S9                 | Jose Antonio Mari                                                                                      | 0:26.73      | 7º           | 0:26.89       | 8º            |
| 50 m estilo libre S10                | David Julian Levecq                                                                                    | 0:25.20      | 7º           | 0:24.87       | 5è            |
| 50 m estilo libre S11                | Eduardo Cruz                                                                                           | 0:29.34      | 14º          | No avanzó     | No avanzó     |
| 50 m estilo libre S11                | Enhamed Enhamed                                                                                        | 0:26.34      | 1º           | 0:25.82 WR    | Oro           |
| 50 m estilo libre S12                | Omar Font                                                                                              | 0:25.61      | 6º           | 0:25.26       | 5è            |
| 50 m estilo libre S12                | Albert Gelis                                                                                           | 0:26.74      | 9º           | No avanzó     | No avanzó     |
| 50 m estilo libre S12                | Daniel Llambrich                                                                                       | 0:27.41      | 12º          | No avanzó     | No avanzó     |
| 50 m espalda S3                      | Miguel Ángel Martínez                                                                                  | 0:55.90      | 5è           | 0:56.82       | 5è            |
| 50 m espalda S4                      | Arkaitz García Tolson                                                                                  | 0:55.01      | 9º           | No avanzó     | No avanzó     |
| 50 m espalda S5                      | Miguel Luque                                                                                           | 0:48.21      | 11º          | No avanzó     | No avanzó     |
| 50 m espalda S5                      | Ricardo Ten                                                                                            | 0:46.90      | 7º           | 0:45.28       | 6º            |
| 50 m espalda S5                      | Vicente Javier Torres                                                                                  | 0:47.49      | 9º           | No avanzó     | No avanzó     |
| 50 m mariposa S5                     | Ricardo Ten                                                                                            | 0:46.24      | 11º          | No avanzó     | No avanzó     |
| 50 m mariposa S6                     | Daniel Vidal                                                                                           | 0:34.00      | 6º           | 0:32.97       | 5è            |
| 50 m braza SB3                       | Vicente Gil                                                                                            | 0:49.46      | 2º           | 0:49.91       | Plata         |
| 50 m braza SB3                       | Miguel Luque                                                                                           | 0:51.92      | 3º           | 0:52.83       | Bronce        |
| 100 m estilo libre S3                | Miguel Ángel Martínez                                                                                  | 2:02.20      | 5è           | 2:02.29       | 5è            |
| 100 m estilo libre S4                | Ricardo Oribe                                                                                          | 1:26.96      | 1º           | 1:26.62       | Plata         |
| 100 m estilo libre S5                | Sebastián Rodríguez                                                                                    | 1:18.44      | 4º           | 1:16.15       | 5è            |
| 100 m estilo libre S5                | Jordi Gordillo                                                                                         | 1:25.91      | 8º           | 1:25.94       | 8º            |
| 100 m estilo libre S6                | Daniel Vidal                                                                                           | 1:11.37      | 5è           | 1:10.41       | 4º            |
| 100 m estilo libre S9                | Jesús Collado                                                                                          | 0:58.82      | 9º           | No avanzó     | No avanzó     |
| 100 m estilo libre S9                | José Antonio Mari                                                                                      | 0:59.07      | 13º          | No avanzó     | No avanzó     |
| 100 m estilo libre S10               | David Julián Levecq                                                                                    | 0:55.15      | 5è           | 0:54.73       | 5è            |
| 100 m estilo libre S11               | Eduardo Cruz                                                                                           | 1:05.05      | 11º          | No avanzó     | No avanzó     |
| 100 m estilo libre S11               | Enhamed Enhamed                                                                                        | 1:00.52      | 2º           | 0:57.64 PR    | Oro           |
| 100 m estilo libre S12               | Enrique Floriano                                                                                       | 0:59.38      | 11º          | No avanzó     | No avanzó     |
| 100 m estilo libre S12               | Omar Font                                                                                              | 0:56.01      | 7º           | 0:55.75       | 6º            |
| 100 m estilo libre S12               | Albert Gelis                                                                                           | 0:58.15      | 8º           | 0:58.70       | 8º            |
| 100 m espalda S9                     | Jesús Collado                                                                                          | 1:09.04      | 7º           | 1:05.45       | 4º            |
| 100 m espalda S11                    | Eduardo Cruz                                                                                           | 1:23.03      | 14º          | No avanzó     | No avanzó     |
| 100 m espalda S11                    | Enhamed Enhamed                                                                                        | 1:17.27      | 8º           | 1:16.90       | 8º            |
| 100 m espalda S12                    | Albert Gelis                                                                                           | 1:05.03      | 6º           | 1:06.66       | 8º            |
| 100 m espalda S13                    | Kevin Méndez                                                                                           | 1:11.38      | 10º          | No avanzó     | No avanzó     |
| 100 m mariposa S8                    | Alejandro Sánchez                                                                                      | 1:10.18      | 11º          | No avanzó     | No avanzó     |
| 100 m mariposa S9                    | Jesús Collado                                                                                          | 1:02.55      | 6º           | 1:01.28       | 4º            |
| 100 m mariposa S9                    | José Antonio Mari                                                                                      | 1:05.26      | 11º          | No avanzó     | No avanzó     |
| 100 m mariposa S10                   | David Julian Levecq                                                                                    | 0:59.80      | 3º           | 0:58.53       | Plata         |
| 100 m mariposa S11                   | Eduardo Cruz                                                                                           | 1:18.75      | 11º          | No avanzó     | No avanzó     |
| 100 m mariposa S11                   | Enhamed Enhamed                                                                                        | 1:03.74      | 1º           | 1:01.12 WR    | Oro           |
| 100 m mariposa S12                   | Albert Gelis                                                                                           | 1:03.70      | 8º           | 1:03.69       | 8º            |
| 100 m mariposa S12                   | Israel Oliver                                                                                          | 1:02.86      | 7º           | 1:03.10       | 7º            |
| 100 m mariposa S13                   | Kevin Mendez                                                                                           | 1:03.02      | 10º          | No avanzó     | No avanzó     |
| 100 m braza SB4                      | Pablo Cimadevila                                                                                       | 1:48.45      | 5è           | 1:46.11       | 5è            |
| 100 m braza SB4                      | Ricardo Ten                                                                                            | 1:40.72      | 1º           | 1:36.61 WR    | Oro           |
| 100 m braza SB8                      | Alejandro Sánchez                                                                                      | 1:14.61      | 2º           | 1:13.44       | Bronce        |
| 100 m braza SB9                      | Javier Crespo                                                                                          | 1:12.87      | 6º           | 1:12.31       | 6º            |
| 100 m braza SB12                     | Enrique Floriano                                                                                       | 1:14.97      | 6º           | 1:12.27       | 4º            |
| 100 m braza SB12                     | Daniel Llambrich                                                                                       | 1:15.13      | 7º           | Descalificado | Descalificado |
| 100 m braza SB12                     | Israel Oliver                                                                                          | 1:14.45      | 4º           | 1:13.31       | 5è            |
| 100 m braza SB13                     | Luis Antonio Arevalo                                                                                   | 1:19.84      | 13º          | No avanzó     | No avanzó     |
| 150 m cuatro estilos individual SM4  | Miguel Luque                                                                                           | 2:48.08      | 4º           | 2:45.67       | 4º            |
| 150 m cuatro estilos individual SM4  | Vicente Javier Torres                                                                                  | 2:46.89      | 3º           | 2:40.91       | Plata         |
| 200 m estilo libre S4                | Ricardo Oribe                                                                                          | 3:00.45 PR   | 1º           | 2:55.81 WR    | Oro           |
| 200 m estilo libre S5                | Jordi Gordillo                                                                                         | No disputado | No disputado | 3:02.30       | 7º            |
| 200 m estilo libre S5                | Sebastián Rodríguez                                                                                    | No disputado | No disputado | 2:38.88       | Plata         |
| 200 m cuatro estilos individual SM5  | Pablo Cimadevila                                                                                       | 3:06.41      | 3º           | 3:01.58       | Bronce        |
| 200 m cuatro estilos individual SM8  | Alejandro Sánchez                                                                                      | 2:40.23      | 8º           | 2:36.66       | 4º            |
| 200 m cuatro estilos individual SM12 | Enrique Floriano                                                                                       | 2:19.87      | 5è           | 2:16.79       | 4º            |
| 200 m cuatro estilos individual SM12 | Albert Gelis                                                                                           | 2:23.64      | 8º           | 2:24.80       | 7º            |
| 200 m cuatro estilos individual SM12 | Israel Oliver                                                                                          | 2:25.12      | 9º           | No avanzó     | No avanzó     |
| 200 m cuatro estilos individual SM13 | Luis Antonio Arevalo                                                                                   | 2:36.01      | 14º          | No avanzó     | No avanzó     |
| 200 m cuatro estilos individual SM13 | Kevin Mendez                                                                                           | 2:27.75      | 11º          | No avanzó     | No avanzó     |
| 400 m estilo libre S9                | Jose Antonio Mari                                                                                      | 4:36.75      | 10º          | No avanzó     | No avanzó     |
| 400 m estilo libre S9                | Jesus Collado                                                                                          | 4:25.05      | 2º           | 4:17.02 WR    | Oro           |
| 400 m estilo libre S11               | Eduardo Cruz                                                                                           | 5:23.44      | 10º          | No avanzó     | No avanzó     |
| 400 m estilo libre S11               | Enhamed Enhamed                                                                                        | 4:54.44      | 2º           | 4:38.32       | Oro           |
| 400 m estilo libre S12               | Omar Font                                                                                              | 4:46.22      | 8º           | 4:35.64       | 7º            |
| 400 m estilo libre S12               | Enrique Floriano                                                                                       | 4:22.64      | 1º           | 4:15.89       | Plata         |
| 400 m estilo libre S12               | Juan Diego Gil                                                                                         | 4:40.31      | 6º           | 4:32.43       | 6º            |
| 400 m estilo libre S13               | Luis Antonio Arevalo                                                                                   | 4:46.03      | 9º           | No avanzó     | No avanzó     |
| 400 m estilo libre S13               | Kevin Mendez                                                                                           | 4:35.29      | 8º           | 4:33.75       | 8º            |
| 4x50 m estilo libre 20 pts           | Jordi Gordillo Ricardo Oribe Sebastián Rodríguez Daniel Vidal                                          | No disputado | No disputado | 2:18.73       | Plata         |
| 4x50 m cuatro estilos 20 pts         | Pablo Cimadevila Vicente Gil Sebastián Rodríguez Veloso Daniel Vidal Ricardo Ten Vicente Javier Torres | 3:00.44      | 5è           | 2:40.38       | Bronce        |
| 4x100 m estilo libre 34 pts          | Jesus Collado David Julian Levecq Jose Antonio Mari Daniel Vidal                                       | No disputado | No disputado | 3:59.45       | 5è            |
| 4x100 m cuatro estilos 34 pts        | Jesús Collado Javier Crespo David Julian Levecq Alejandro Sánchez Daniel Vidal                         | 4:33.73      | 6º           | 4:21.81       | 4º            |

Femení
| Competició                          | Esportista            | Fase prèvia    | Fase prèvia    | Final          | Final          |
| Competició                          | Esportista            | Resultat       | Posició        | Resultat       | Posició        |
| ----------------------------------- | --------------------- | -------------- | -------------- | -------------- | -------------- |
| 50 m estilo lliure S3               | Sara Carracelas       | 1:17.28        | 10º            | No va avançar  | No va avançar  |
| 50 m estilo lliure S5               | Teresa Perales        | 0:36.75 PR     | 1º             | 0:35.88 WR     |                |
| 50 m estilo lliure S9               | Sarai Gascon          | Desqualificada | Desqualificada | Desqualificada | Desqualificada |
| 50 m estilo lliure S10              | Esther Morales        | 0:29.94        | 7º             | 0:29.75        | 7º             |
| 50 m estilo lliure S12              | Carla Casals          | 0:31.69        | 11º            | No va avançar  | No va avançar  |
| 50 m estilo lliure S12              | Deborah Font          | 0:28.93        | 2º             | 0:28.23        |                |
| 50 m estilo lliure S12              | Ana García-Arcicollar | 0:29.00        | 3º             | 0:28.93        | 7º             |
| 50 m esquena S2                     | Sara Carracelas       | 1:18.31 WR     | 3º             | 1:16.33 WR     |                |
| 50 m esquena S5                     | Teresa Perales        | 0:44,92        | 2º             | 0:44,58        |                |
| 50 m papallona S6                   | Teresa Perales        | 0:48.05        | 13º            | No va avançar  | No va avançar  |
| 100 m estilo lliure S5              | Teresa Perales        | 1:22.22        | 2º             | 1:16.65        |                |
| 100 m estilo lliure S10             | Esther Morales        | 1:04.25        | 6º             | 1:04.20        | 6º             |
| 100 m estilo lliure S12             | Amaya Alonso          | 1:06.45        | 7º             | 1:07.48        | 8º             |
| 100 m estilo lliure S12             | Deborah Font          | 1:03.17        | 4º             | 1:01.98        | 4º             |
| 100 m estilo lliure S12             | Ana García-Arcicollar | 1:04.82        | 6º             | 1:02.39        | 5è             |
| 100 m esquena S6                    | Julia Castello        | 1:44.00        | 10º            | No va avançar  | No va avançar  |
| 100 m esquena S10                   | Esther Morales        | 1:14.85        | 6º             | 1:13.77        |                |
| 100 m papallona S9                  | Sarai Gascon          | 1:13.81        | 8º             | 1:11.05        | 5è             |
| 100 m papallona S12                 | Amaya Alonso          | 1:16.13        | 7º             | 1:15.09        | 6º             |
| 100 m papallona S12                 | Carla Casals          | 1:13.46        | 3º             | 1:11.94        | 4º             |
| 100 m papallona S12                 | Ana García-Arcicollar | 1:09.56        | 2º             | 1:08.86        |                |
| 100 m braça SB4                     | Teresa Perales        | 2:04.68        | 5è             | 2:01.25        |                |
| 100 m braça SB5                     | Julia Castello        | 2:10.71        | 11º            | No va avançar  | No va avançar  |
| 100 m braça SB8                     | Ester Rodriguez       | 1:31.70        | 8º             | 1:34.43        | 8º             |
| 100 m braça SB9                     | Ana Rubio             | 1:29.40        | 9º             | No va avançar  | No va avançar  |
| 100 m braça SB9                     | Sarai Gascon          | 1:26.49        | 4º             | 1:24.51        |                |
| 100 m braça SB12                    | Carla Casals          | 1:21.40        | 4º             | 1:20.72        | 6º             |
| 100 m braça SB12                    | Deborah Font          | 1:20.11 PR     | 2º             | 1:20.38        | 5è             |
| 100 m braça SB12                    | Sandra Gómez          | 1:21.39        | 3º             | 1:18.06        |                |
| 200 m estilo lliure S5              | Teresa Perales        | 2:58.91        | 3º             | 2:47.47        |                |
| 200 m quatre estils individual SM9  | Sarai Gascon          | 2:46.93        | 9º             | No va avançar  | No va avançar  |
| 200 m quatre estils individual SM9  | Ester Rodriguez       | 2:55.93        | 14º            | No va avançar  | No va avançar  |
| 200 m quatre estils individual SM10 | Ana Rubio             | 2:58.17        | 12º            | No va avançar  | No va avançar  |
| 200 m quatre estils individual SM12 | Amaya Alonso          | 2:47.51        | 7º             | 2:48.71        | 8º             |
| 200 m quatre estils individual SM12 | Carla Casals          | 2:49.65        | 8º             | 2:44.73        | 7º             |
| 200 m quatre estils individual SM12 | Ana García-Arcicollar | 2:43.38        | 5è             | 2:35.64        | 4º             |
| 200 m quatre estils individual SM13 | Brega Marta Banos     | No disputat    | No disputat    | 2:48.80        | 7º             |
| 400 m estilo lliure S13             | Brega Marta Banos     | 5:00.03        | 9º             | No va avançar  | No va avançar  |

### Rem
| Competició                 | Esportista               | Fase prèvia | Fase prèvia | Repesca  | Repesca | Final    | Final   |
| Competició                 | Esportista               | Resultat    | Posició     | Resultat | Posició | Resultat | Posició |
| -------------------------- | ------------------------ | ----------- | ----------- | -------- | ------- | -------- | ------- |
| Single Scull AM1 x masculí | Juan Pablo Barcia Alonso | 6:13.69     | 12º q.॥॥    | 6:25.87  | 5è q.॥॥ | 6:15.29  | 6º      |

### Tennis en cadira de rodes
| Competició         | Esportista                 | Treintaidosavos de final             | Dieciseisavos de final                            | Vuitens de final                              | Quarts de final | Semifinals     | Final          | Final   |
| Competició         | Esportista                 | Rival Resultat                       | Rival Resultat                                    | Rival Resultat                                | Rival Resultat  | Rival Resultat | Rival Resultat | Posició |
| ------------------ | -------------------------- | ------------------------------------ | ------------------------------------------------- | --------------------------------------------- | --------------- | -------------- | -------------- | ------- |
| Individual masculí | Alvaro Illobre             | Daniel Pellegrina (SUI)6:1, 2:6, 2:6 | No va avançar                                     | No va avançar                                 | No va avançar   | No va avançar  | No va avançar  | 17º-32º |
| Individual masculí | Francesc Tur               | Csaba Prohaszka (HUN)6:1, 6:1        | Ronald Vink (NED)1:6, 0:6                         | No va avançar                                 | No va avançar   | No va avançar  | No va avançar  | 9º-16º  |
| Individual femení  | Maria Dolores Ochoa        | No disputat                          | Sharon Walraven (NED)2:6, 1:6                     | No va avançar                                 | No va avançar   | No va avançar  | No va avançar  | 9º–16º  |
| Dobles masculí     | Alvaro IllobreFrancesc Tur | No disputat                          | Hongria (HUN)Laszlo FarkasCsaba Prohaszka6:2, 6:2 | Japó (JPN)Shingo KuniedaSatoshi Saida1:6, 1:6 | No va avançar   | No va avançar  | No va avançar  | 5è-8º   |

### Tennis de taula
Individual Masculí Classe 3
| Esportista  | Fase prèvia              | Vuitens de final | Quarts de final        | Semifinal                      | Medalla de bronze             | Final          | Posició |
| Esportista  | Rival Resultat           | Rival Resultat   | Rival Resultat         | Rival Resultat                 | Rival Resultat                | Rival Resultat | Posició |
| ----------- | ------------------------ | ---------------- | ---------------------- | ------------------------------ | ----------------------------- | -------------- | ------- |
| Tomas Pinas | Orjan Kylevik (SWE)3 – 1 | No disputat      | Jan Gurtler (GER)3 – 1 | Jean-Philippe Robin (FRA)0 – 3 | Luiz Algacir Silva (BRA)3 – 0 | No va avançar  |         |
| Tomas Pinas | Arnie Chan (GBR)3 – 2    | No disputat      | Jan Gurtler (GER)3 – 1 | Jean-Philippe Robin (FRA)0 – 3 | Luiz Algacir Silva (BRA)3 – 0 | No va avançar  |         |

Individual Masculí Classe 7
| Esportista    | Fase prèvia                      | Vuitens de final | Quarts de final | Semifinal                  | Medalla de bronze              | Final          | Posició |
| Esportista    | Rival Resultat                   | Rival Resultat   | Rival Resultat  | Rival Resultat             | Rival Resultat                 | Rival Resultat | Posició |
| ------------- | -------------------------------- | ---------------- | --------------- | -------------------------- | ------------------------------ | -------------- | ------- |
| Jordi Morales | Chaoqun Ye (CHN)1 – 3            | No va avançar    | No va avançar   | No va avançar              | No va avançar                  | No va avançar  | 5è-16º  |
| Jordi Morales | Paul Karabardak (GBR)3 – 2       | No va avançar    | No va avançar   | No va avançar              | No va avançar                  | No va avançar  | 5è-16º  |
| Jordi Morales | Zbynek Lambert (CZE)3 – 0        | No va avançar    | No va avançar   | No va avançar              | No va avançar                  | No va avançar  | 5è-16º  |
| Alvaro Valera | Andrea Furlan (ITA)3 – 1         | No disputat      | No disputat     | Jochen Wollmert (GER)1 – 3 | Mitchell Seidenfeld (USA)3 – 1 | No va avançar  |         |
| Alvaro Valera | Sayed Mohamed Youssef (EGY)3 – 1 | No disputat      | No disputat     | Jochen Wollmert (GER)1 – 3 | Mitchell Seidenfeld (USA)3 – 1 | No va avançar  |         |
| Alvaro Valera | Xiaojun Qin (CHN)3 – 1           | No disputat      | No disputat     | Jochen Wollmert (GER)1 – 3 | Mitchell Seidenfeld (USA)3 – 1 | No va avançar  |         |

Individual Masculí Classe 9-10
| Esportista       | Fase prèvia                    | Vuitens de final | Quarts de final              | Semifinal      | Medalla de bronze | Final          | Posició |
| Esportista       | Rival Resultat                 | Rival Resultat   | Rival Resultat               | Rival Resultat | Rival Resultat    | Rival Resultat | Posició |
| ---------------- | ------------------------------ | ---------------- | ---------------------------- | -------------- | ----------------- | -------------- | ------- |
| Jose Manuel Ruiz | Christophe Rozier (FRA)3 – 0   | No disputat      | Fredrik Andersson (SWE)2 – 3 | No va avançar  | No va avançar     | No va avançar  | 5è-8º   |
| Jose Manuel Ruiz | David Korn (GER)3 – 2          | No disputat      | Fredrik Andersson (SWE)2 – 3 | No va avançar  | No va avançar     | No va avançar  | 5è-8º   |
| Jorge Cardona    | Fredrik Andersson (SWE)0 – 3   | No va avançar    | No va avançar                | No va avançar  | No va avançar     | No va avançar  | 11º-30º |
| Jorge Cardona    | Manfredi Baroncelli (ITA)1 – 3 | No va avançar    | No va avançar                | No va avançar  | No va avançar     | No va avançar  | 11º-30º |

Equips Classe 6-8
| Esportista                 | Fase prèvia    | Vuitens de final                              | Quarts de final                                     | Semifinal      | Medalla de bronze | Final          | Posició |
| Esportista                 | Rival Resultat | Rival Resultat                                | Rival Resultat                                      | Rival Resultat | Rival Resultat    | Rival Resultat | Posició |
| -------------------------- | -------------- | --------------------------------------------- | --------------------------------------------------- | -------------- | ----------------- | -------------- | ------- |
| Jordi MoralesAlvaro Valera | No disputat    | Rússia (RUS)Alexander EsaulovVadim Buzin3 – 1 | Eslovàquia (SVK)Richard CsejteyMiroslav Jambor0 – 3 | No van avançar | No van avançar    | No van avançar | 5è-8º   |

Equips Classe 9-10
| Esportista                    | Fase prèvia    | Vuitens de final | Quarts de final                                   | Semifinal                                                            | Medalla de bronze | Final                                            | Posició |
| Esportista                    | Rival Resultat | Rival Resultat   | Rival Resultat                                    | Rival Resultat                                                       | Rival Resultat    | Rival Resultat                                   | Posició |
| ----------------------------- | -------------- | ---------------- | ------------------------------------------------- | -------------------------------------------------------------------- | ----------------- | ------------------------------------------------ | ------- |
| Jorge CardonaJose Manuel Ruiz | No disputat    | No disputat      | Països Baixos (NED)Tonnie HeijnenGerben Last3 – 0 | República Txeca (CZE)Zbynek LambertJaroslav CieslarIvan Karabec3 – 2 | No disputat       | Xina (CHN)Yang GeChao ChenXiaolei LuLin Dt.0 – 3 |         |

### Tir
| Esportista              | Competició                             | Fase prèvia   | Fase prèvia   | Final         | Final         |
| Esportista              | Competició                             | Resultat      | Posició       | Resultat      | Posició       |
| ----------------------- | -------------------------------------- | ------------- | ------------- | ------------- | ------------- |
| Jose Luis Martinez      | Pistola categoria SH1 masculí          | 538           | 32º           | No va avançar | No va avançar |
| Jose Luis Martinez      | Pistola lliure categoria SH1 mixt      | 504           | 24º           | No va avançar | No va avançar |
| Jose Luis Martinez      | Pistola esportiva categoria SH1 mixt   | 541           | 24º           | No va avançar | No va avançar |
| Miguel Orobitg          | Carabina dempeus categoria SH1 masculí | 573           | 22º           | No va avançar | No va avançar |
| Miguel Orobitg          | Carabina tendit categoria SH1 masculí  | 1113          | 18º           | No va avançar | No va avançar |
| Miguel Orobitg          | Match anglès categoria SH1 mixt        | 595           | 27º           | No va avançar | No va avançar |
| Miguel Orobitg          | Rifle lliure categoria SH1 masculí     | 570           | 36º           | No va avançar | No va avançar |
| Francisco Angel Soriano | Pistola categoria SH1 masculí          | 548           | 29º           | No va avançar | No va avançar |
| Francisco Angel Soriano | Pistola lliure categoria SH1 mixt      | 512           | 19º           | No va avançar | No va avançar |
| Francisco Angel Soriano | Pistola esportiva categoria SH1 mixt   | Desqualificat | Desqualificat | Desqualificat | Desqualificat |

### Tir amb arc
Masculí individual
| Competició                 | Esportista              | Fase prèvia | Fase prèvia | Dieciseisavos de final         | Vuitens de final          | Quarts de final            | Semifinals     | Final          | Final         |
| Competició                 | Esportista              | Resultat    | Posició     | Rival Resultat                 | Rival Resultat            | Rival Resultat             | Rival Resultat | Rival Resultat | Posició       |
| -------------------------- | ----------------------- | ----------- | ----------- | ------------------------------ | ------------------------- | -------------------------- | -------------- | -------------- | ------------- |
| Recurvocategoría W1/W2     | Manuel Candela, Antonio | 582         | 17º         | Ozgur Ozen (TUR)87–96          | No va avançar             | No va avançar              | No va avançar  | No va avançar  | No va avançar |
| Recurvocategoría W1/W2     | Jose Manuel Marin       | 557         | 24º         | Young Joo Jung (KOR)102–88     | No va avançar             | No va avançar              | No va avançar  | No va avançar  | No va avançar |
| Recurvocategoría permanent | Antonio Sánchez         | 571         | 19º         | Tomasz Lezanski (POL)88–97     | No va avançar             | No va avançar              | No va avançar  | No va avançar  | No va avançar |
| Recurvocategoría permanent | Juan Miguel Sarsuela    | 602         | 9º          | Romaios Roumeliotis (GRE)97–90 | Timur Tuchinov (RUS)98–97 | Mario Esposito (ITA)95–102 | No va avançar  | No va avançar  | No va avançar |

Masculí per equips
| Recurvo | Manuel Candela, Antonio; Sánchez Juan, Miguel Sarsuela | 1755 | 5è | No disputat | Japó (JPN)183–188 | No va avançar | No va avançar | No va avançar | No va avançar | No va avançar |

### Vela
| Competició            | Esportista       | Final    | Final   |
| Competició            | Esportista       | Resultat | Posició |
| --------------------- | ---------------- | -------- | ------- |
| Individual mixt 2.4mr | Emilio Fernández | 98 punts | 15è     |